# Cross canal
Le cross-canal (expression dérivée de l'anglais) est une technique marketing utilisée dans le commerce, permettant aux clients de nouveaux comportements d'achats. 
Lors de leur processus de décision pour l'achat d'un bien ou d'un service, les clients opèrent un changement de canal (moyen d'information) alors même qu’ils étaient tenus auparavant de réaliser l’ensemble des étapes de ce processus (identification du besoin, recherche des informations, évaluation des alternatives de choix, choix, évaluation post-achat) auprès du seul canal disponible, le magasin.

## Définition et concept
Depuis les années 2000, attirées par les opportunités de croissance offertes par internet, de nombreuses entreprises de distribution, issues de l’économie dite « traditionnelle », ont développé des sites internet parallèlement à leurs points de vente. 
On utilise ainsi le terme « multi-canal » pour désigner l’utilisation de plusieurs canaux par une même entreprise sans lien particulier entre eux. Pour aller plus loin et offrir une expérience plus enrichissante pour le consommateur, des stratégies de « cross-canal » ont été mises en place :

« La stratégie consiste à éliminer les ruptures, quelle que soit leur nature (physique, émotionnelle, économique, cognitive…) lors des changements de canaux par un client tout au long d’une même expérience avec une enseigne. »

Pour fusionner le online et le offline, les distributeurs installent des bornes connectées dans leurs magasins, développent des applications pour tablette, affichent les stocks du point de vente le plus proche sur le site de vente en ligne, expérimentent la géolocalisation pour pousser des offres sur les smartphones, etc.

## Passage du multi-canal au trans-canal en passant par lecross-canal
L’approche multi-canal fait référence à une utilisation simultanée de différents canaux pour commercialiser des produits. Chaque canal définit une cible différente, chaque cible se superposant alors l'une à l'autre. L’accent est mis sur la diversité des cibles qui sont différemment touchées par les médias.
On assiste également à l’apparition d’un autre terme qui est celui de « stratégie cross-canal ». Elle s’appuie sur la théorie selon laquelle ce que fait un canal, l’autre ne le fait pas. C’est l’idée qu’une même population peut être touchée par non pas un canal, mais par une combinaison de canaux, lors d’une même occasion d’achat. Ici, le client est mis au cœur du processus. La cible est homogène, mais la réponse dépend de la combinaison des médias. Les acheteurs s’assigneraient des buts aux différentes étapes de leur processus de décision et sélectionneraient les canaux qui leur permettraient le mieux d’atteindre ces buts. Le consommateur devient ainsi un assembleur, puisqu’il compose dorénavant avec une large gamme de produits et de multiples canaux selon ses besoins, sa motivation et la situation.
Au-delà d’une intention d’achat, l’acheteur peut naviguer entre les canaux, simplement pour examiner un produit dans un but informationnel ou récréationnel (magasinage). Ce magasinage se transforme parfois même en butinage cross-canal, lorsque le but récréationnel dans cette navigation entre les canaux prend le pas sur le but informationnel, à l’instar du comportement des consommateurs en magasin. L’objectif est d’aboutir à une combinaison le plus en synergie possible, mais qui reste cohérente aux yeux de la cible.
Enfin, on parle aussi de l’approche « trans-canal ». C’est le fait que plusieurs canaux se renforcent mutuellement. Il faut donc une cohérence et une coordination entre les canaux. Cette notion de trans-canal intègre donc les deux approches multicanal et cross-canal. Il s’agit de formuler pour chaque cible une combinaison de canaux adéquats. Cependant, la réalisation opérationnelle reste encore complexe, car chaque canal se voit assigner des fonctions différentes et multiples pour des publics distincts. Cette complexification augmente d'autant plus que l'on assiste à une augmentation des canaux disponibles et de nouvelles pratiques digitales sur ces derniers.

## Enjeux
Le principal objectif du cross canal est de créer une expérience nouvelle pour le consommateur, lui permettant de créer davantage de valeur globale en alliant l’utilisation de divers canaux pour une même expérience d’achat. Pour les enseignes, l’objectif est de dégager des avantages concurrentiels importants, vecteurs de différenciation et de valorisation.
Offrir au client une expérience cross-canal de qualité, c’est lui faciliter le passage d’un canal vers l’autre, réduire les sources de désagréments liés à une rupture du processus, voire trouver des sources de création de valeur dans le cadre de cette expérience cross-canal.
Les entreprises proposent à leurs clients différents supports et outils pour garantir une agréable expérience à travers les différents canaux. Ces outils se sont démultipliés depuis 2011 (autour de 150) pour graviter en 2019 autour de 7000 solutions logicielles recensées.Grâce aux ressources que les enseignes proposent, les clients pourront par exemple mieux gérer leur budget, faire évoluer leur projet à leur rythme, s’immerger dans des expériences originales et motivantes, donner du sens à leur consommation, en prenant par exemple la parole au sein d’une communauté, ou mieux s’intégrer dans leur environnement social. 
Le cross-canal visant à superposer différents canaux pour un même acte d’achat, il est impératif que les canaux soient complémentaires et que le client parvienne à les assembler et les superposer selon la situation d’achat. Plutôt que d’observer une substitution du canal physique par le canal électronique, on assiste à une fréquentation hybride des deux canaux. 

## Remise en cause
Dans la mesure où le client doit effectuer des efforts et consacrer une partie de son temps à se familiariser avec le merchandising mis en place au sein de chaque entité commerciale, l’adoption d’un tel comportement est source de coûts additionnels. Ce comportement ne devrait donc se justifier que si le gain qu’il représente ou que si la valeur qu’il en retire est supérieure aux coûts qu’il occasionne.
Pour garantir une expérience de consommation réussie au consommateur, il est indispensable de bénéficier d’un bon service de gestion de la relation client. La force de vente joue alors un rôle primordial dans la coordination et la cohabitation des différents canaux. 
Dans la mise en place d’une stratégie cross-canal, il est possible que le client prépare son achat hors du magasin, notamment sur internet, et le concrétise, soit par le paiement soit par la livraison, dans le point de vente. Le vendeur pourra alors connaitre des difficultés à influencer le contenu de la transaction et sa mission sera alors d’aider le client à effectuer son choix, de compléter les informations trouvées sur internet, de lever les dernières incertitudes liées à l’achat et de jouer le lien social avec l’enseigne.
Par ailleurs, le vendeur est le vecteur de cohérence entre les canaux d’une même enseigne. La recherche de cette cohérence, c’est-à-dire « d’une harmonie logique entre les différents canaux de distribution » constitue un objectif minimal, qui doit être poursuivi par une entreprise dont les canaux de distribution sont fédérés par un même nom d’enseigne.